# Rjapid
Rjapid, ukrajinsky Ряпідь, maďarsky Rápigy, je část obce Berezovo, v Horinčovském jednotném územním společenství, v okrese Chust, v Zakarpatské oblasti Ukrajiny. Leží v údolí řeky Rika. V roce 2025 zde žilo 292 obyvatel.